# دوري كرة القدم المالطي الدرجة الثانية 2001–02
دوري كرة القدم المالطي الدرجة الثانية 2001–02 هو موسم من دوري كرة القدم المالطي الدرجة الثانية ‏. فاز فيه فريق مسيدا سانت جوزيف [الإنجليزية].